# Heliconius luciana
Heliconius luciana is een vlinder uit de familie Nymphalidae. De wetenschappelijke naam van de soort is voor het eerst geldig gepubliceerd in 1960 door Lichy.